# Senonges
Senonges település Franciaországban, Vosges megyében. Lakosainak száma 133 fő (2022. január 1.). Senonges Dombasle-devant-Darney, Dommartin-lès-Vallois, Esley, Monthureux-le-Sec, Relanges és Thuillières községekkel határos.

## Népesség
A település népessége az elmúlt években az alábbi módon változott:
| Lakosok száma | 125  | 122  | 128  | 131  | 132  | 134  | 134  | 133  |
|               | 2013 | 2015 | 2017 | 2018 | 2019 | 2020 | 2021 | 2022 |